# Joseph John Thomson
Joseph John Thomson (18. prosince 1856, Cheetham Hill v Manchesteru – 30. srpna 1940, Londýn) byl anglický experimentální fyzik a nositel Nobelovy ceny za fyziku (1906) za objev vodivosti plynu. Tento objev odstartoval mnoho dalších experimentů a stál tak na počátku atomové, molekulové a jaderné fyziky.
Jeho objev elektronu v roce 1897 byl důsledkem studia katodových paprsků, přesněji vlastností katodového záření. Thomson dokázal, že tyto paprsky jsou složeny z dříve neznámých záporně nabitých částic, které podle jeho výpočtů musí být daleko menší než atomy a mít velký poměr elektrického náboje k hmotnosti.
Thomson se také zasloužil o objev prvních izotopů při zkoumání složení kanálových paprsků (proudu kladných iontů). V roce 1913 jako první nalezl důkazy izotopů stabilního (neradioaktivního) prvku. Jeho experimenty s Francisem Williamem Astonem byly prvním použitím hmotnostní spektrometrie a vedly k vývoji hmotnostního spektrografu.
Jako ředitel Cavendishovy laboratoře na Univerzitě v Cambridge byl také vynikajícím pedagogem a sedm jeho studentů získalo Nobelovu cenu. Byli to Ernest Rutherford (chemie 1908), William Lawrence Bragg (fyzika 1915), Charles Barkla (fyzika 1917), Francis William Aston (chemie 1922), Charles Thomson Rees Wilson (fyzika 1927), Owen Richardson (fyzika 1928) a Edward Victor Appleton (fyzika 1947).  Srovnatelný seznam vysoce úspěšných studentů má pouze německý fyzik Arnold Sommerfeld (1868 - 1951). V letech 1906–1907 u něj také pracoval český fyzik František Záviška.
Thomsonův syn George Paget Thomson byl také vynikající fyzik a získal v roce 1937 Nobelovu cenu za fyziku. Obdržel ji za výzkum vlnových vlastností elektronu při difrakci elektronů na krystalech (dualita částice a vlnění).

## Vzdělání a rodina

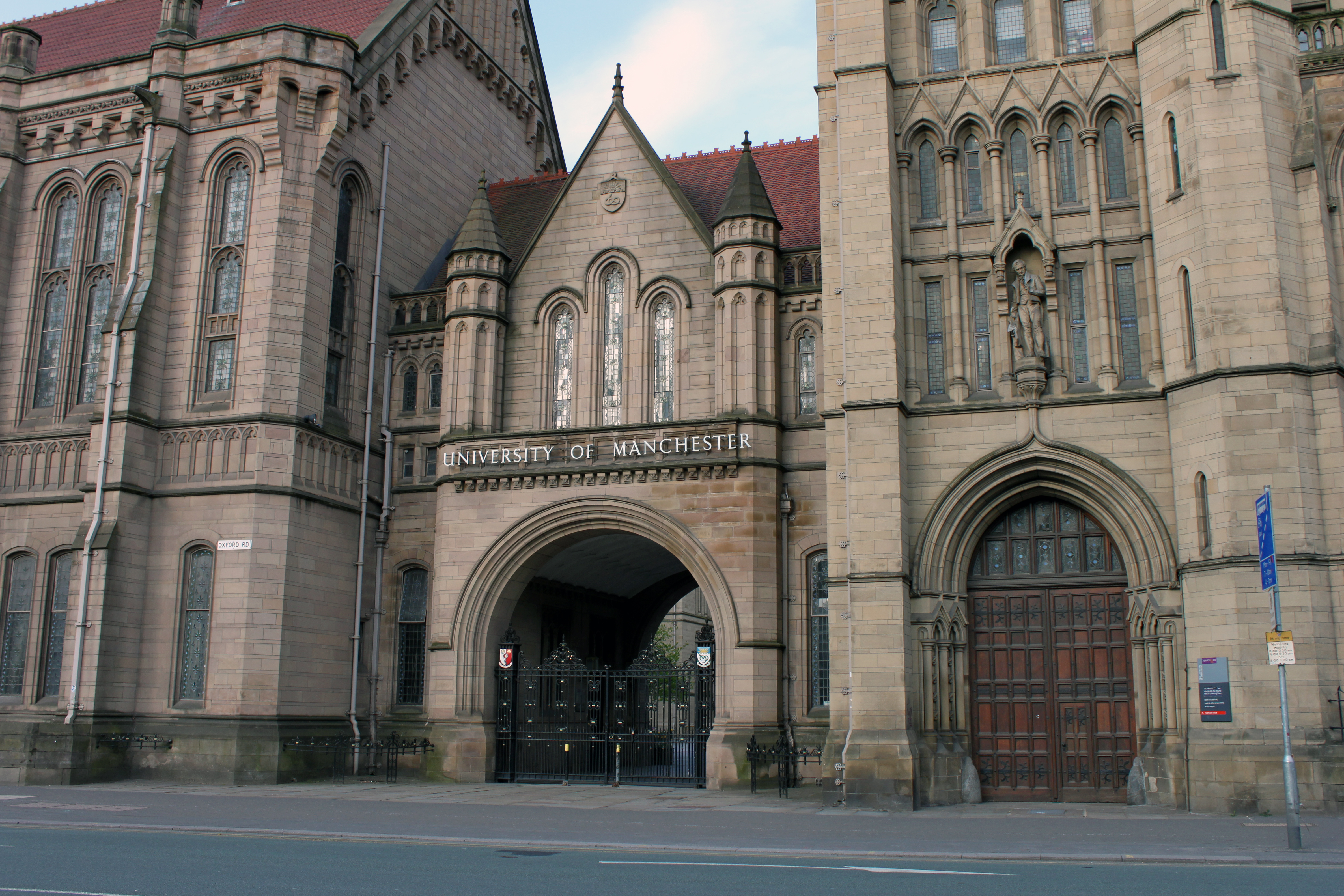
Univerzita v Manchesteru - vstupní brána

Joseph John Thomson se narodil 18. prosince 1856 v Cheetham Hill v Manchesteru v hrabství Lancashire v Anglii. Jeho matka pocházela z rodiny věnující se výrobě textilu a jeho otec provozoval antikvariát. Měl mladšího bratra Fredericka Vernona Thomsona. Jeho vzdělání začalo na malých soukromých školách, kde projevoval mimořádný talent pro matematiku a zájem o vědu.
V roce 1870 byl v neobvykle mladém věku 14 let přijat na Owens College v Manchesteru (nyní University of Manchester). Pod vlivem profesora fyziky Balfoura Stewarta se rozhodl zasvětit svůj život fyzikálního výzkumu. Začal experimentovat s kontaktní elektrifikací a brzy publikoval svůj první vědecký článek.

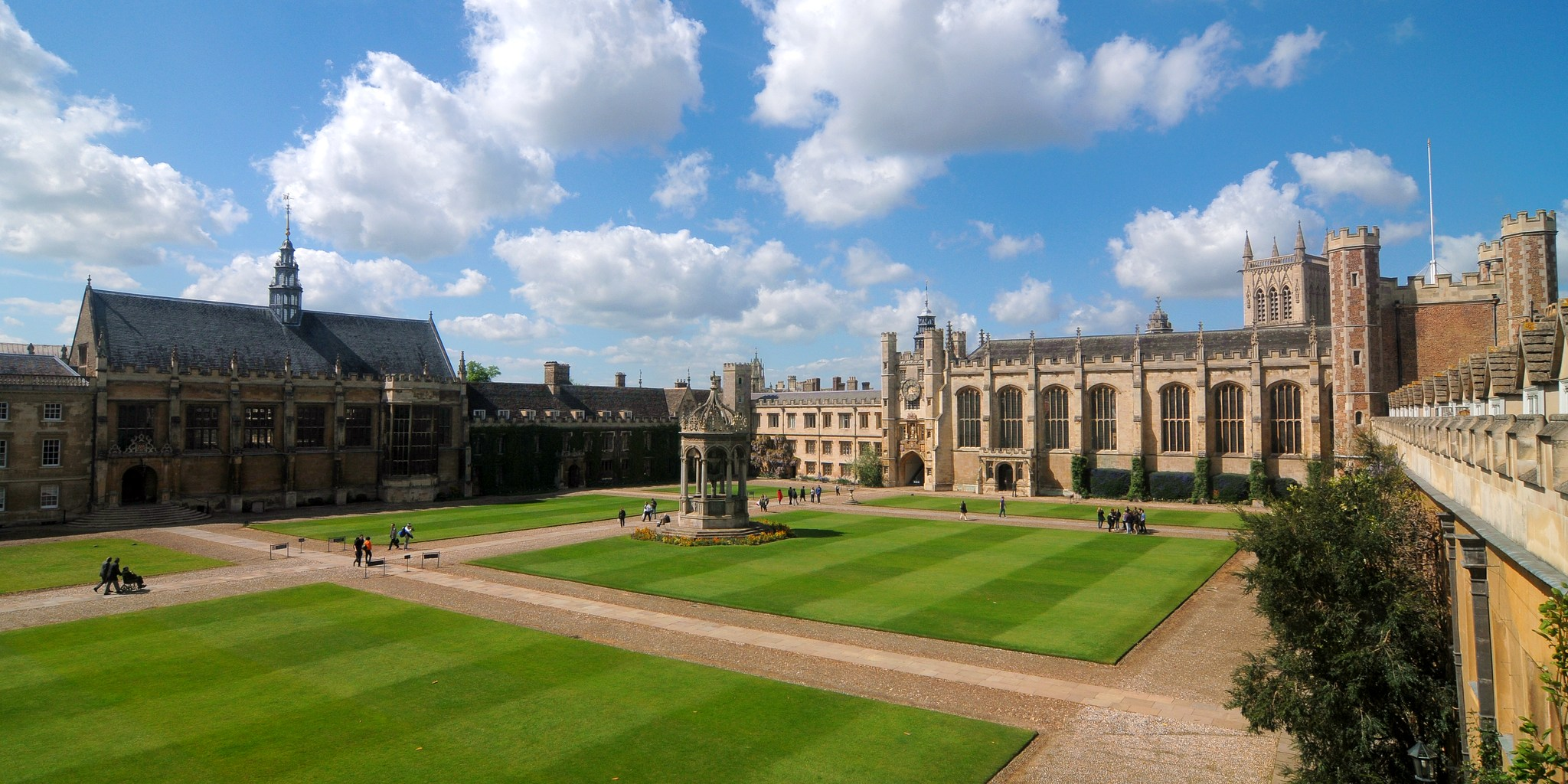
Trinity College v Cambridgi - velký dvůr

V roce 1876 přešel na Trinity College v Cambridgi. V roce 1880 získal bakalářský titul z matematiky (se Smithovou cenou). V roce 1881 se přihlásil na Trinity College a stal se jejím členem. V roce 1883 získal titul Master of Arts (s Adamsovou cenou).
V roce 1890 se Thomson oženil s Rose Elisabeth Pagetovou (1860–1951), která byla dcerou sira George Edwarda Pageta, lékaře a pozdějšího profesora fyziky v Cambridgi. Rose se zajímala o fyziku a od roku 1882, kdy ženy mohly navštěvovat přednášky na univerzitě v Cambridge, chodila také na ty Thomsonovy. Byla jednou z prvních výzkumných pracovnic v Cavendishově laboratoři. Tam se seznámili a nakonec i vzali.
Měli spolu dvě děti, syna a dceru. George Paget Thomson byl také oceněn Nobelovou cenou za svou práci o vlnových vlastnostech elektronu. Joan Paget Thomson (později Charnock) se stala spisovatelkou a psala knihy pro děti, literaturu faktu a biografie.
Od roku 1918 až do své smrti v roce 1940 pracoval na Trinity College v Cambridgi a v letech 1916 až 1920 byl prezidentem Královské společnosti (britská učená společnost, akademie pro podporu věd). Thomsonův popel byl uložen ve Westminsterském opatství poblíž jeho bývalého studenta Ernesta Rutherforda a slavného britského fyzika Sira Isaaca Newtona.

## Kariéra
- V roce 1884 byl Thomson jmenován Cavendishovým profesorem fyziky na univerzitě v Cambridge pro svůj mimořádný matematický talent. Cavendishova profesura je jednou z vedoucích pozic ve fyzice na univerzitě a byla založena v roce 1871 společně se slavnou Cavendishovou laboratoří pojmenovanou na počest  chemika a fyzika Henryho Cavendishe.
- Jako ředitel Cavendishovy laboratoře vedl či podporoval celou řadu základních experimentů, které stály u zrodu moderní fyziky na počátku 20. století. Pod jeho vedením pracovala řada pozdějších držitelů Nobelových cen a v letech 1906–1907 také český fyzik František Záviška.
- V roce 1906 mu byla udělena Nobelova cena za jeho teoretický a experimentální výzkum vedení elektřiny v plynech.
- V roce 1908 byl povýšen do rytířského stavu a v roce 1912 mu byl udělen Řád za zásluhy.
- V roce 1914 přednášel v Oxfordu na téma Atomová teorie.
- V roce 1918 se stal magistrem Trinity College v Cambridgi, kde zůstal až do své smrti v roce 1940.

## Výzkum
- Thomson spolu s Johnem Henrym Poyntingem, Georgem Francisem FitzGeraldem, Oliverem Heavisidem a Josephem Larmorem rozvinuli elektrodynamiku Jamese Clerka Maxwella.
- V roce 1880 přibližně odvodil Lorentzovu sílu, což je síla působící na náboj (vodič) v elektromagnetickém poli a je pojmenována po svém objeviteli Hendriku Antoonovi Lorentzovi.
- V roce 1881 studoval chování pohybujících se nábojů a zavedl koncept elektromagnetické hmoty. Objevil tím, že elektromagnetická energie se chová, jako by zvyšovala hmotnost tělesa.
- V roce 1893 odvodil impuls spojený s elektromagnetickou energií.
- V roce 1897 podal experimentální důkaz existence elektronu. Jednalo se o objev první subatomární částice, kterou předpověděl George Johnstone Stoney již v roce 1874 a v roce 1892 hrála zásadní roli v teoriích Hendrika Antoona Lorentze a Josepha Larmora. Thomson byl také schopen dokázat, že pohybující se elektrony mohou být vychýleny magnetickým polem, což předtím Heinrich Hertz popíral. Měl již lepší vakuové pumpy, takže mohl pracovat s výrazně nižším tlakem ve své katodové trubici.

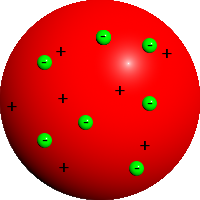
Thomsonův atomový model

- Thomsonův atomový modelNa základě objevu elektronu představil Thomsonův model atomu (nazývaný také Pudinkový model), podle kterého jsou velmi malé a lehké elektrony uvnitř atomů zapuštěny jako rozinky do těsta pudinku. Jednalo se o kouli pozitivní hmoty, ve které elektrostatické síly určovaly umístění kladných a záporných částic. Jeho atomový model byl však později vyvrácen a nahrazen Rutherfordovým atomovým modelem, ve kterém je malé těžké jádro s kladným nábojem obklopeno lehkou skořápkou se záporným nábojem.
- V roce 1906 dokázal, že atom vodíku obsahuje přesně jeden elektron.
- V roce 1913 úspěšně experimentoval s kanálovými paprsky (proud kladných iontů), aby dokázal, že chemický prvek neon je směsí atomů různých hmotností (v tomto případě 20Ne a 22Ne). Nositel Nobelovy ceny Frederick Soddy z jeho experimentů odvodil teorii izotopů.
- Thomson tak významně přispěl k rozvoji hmotnostní spektrometrie.

## Objevy

### Elektron

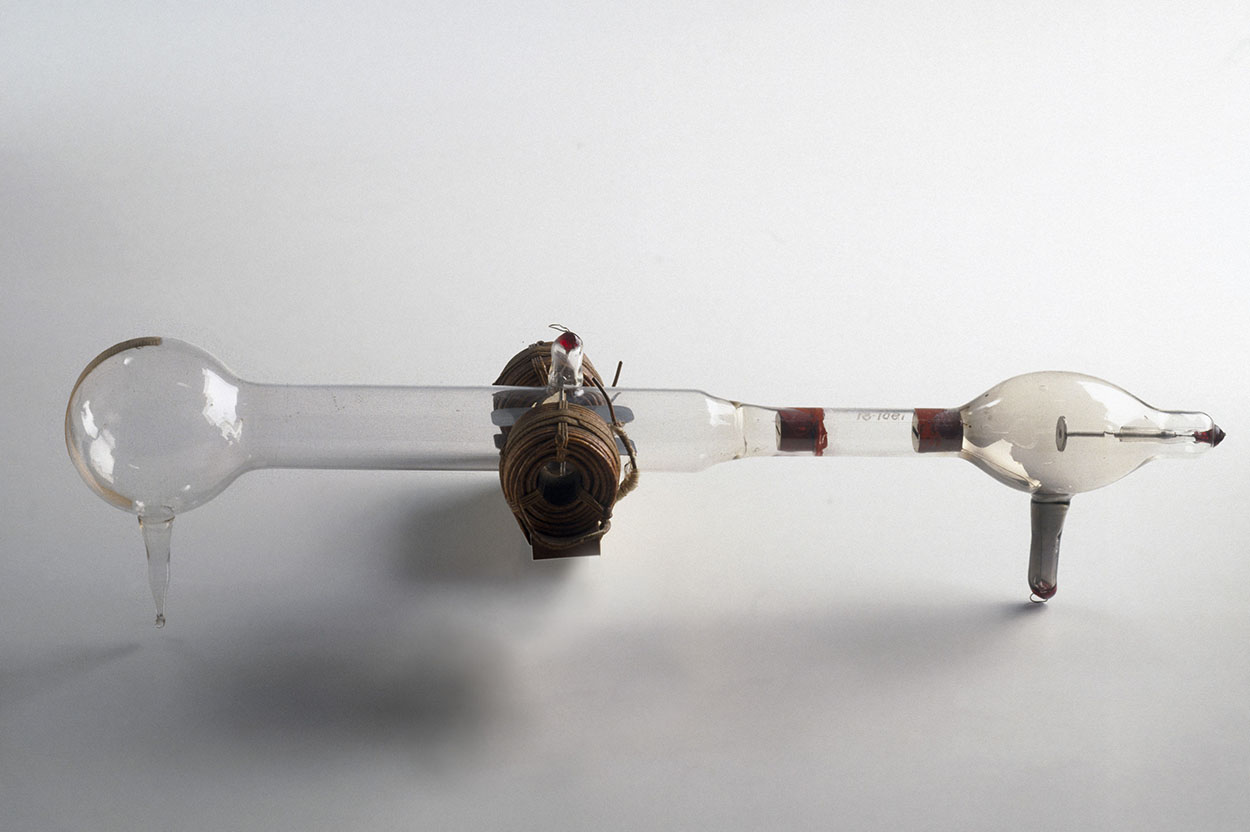
Thomsonova katodová trubice – zředěným plynem plněná trubice se dvěma elektrodami (anodou a katodou), mezi nimiž po připojení k elektrickému napětí prochází elektrický proud

Až do objevu elektronu se přenášení elektrického náboje vysvětlovalo pomocí přelévání elektrického fluida. Ale už v roce 1891 zavedl George Johnstone Stoney (1826–1911) termín elektron pro základní jednotku množství elektřiny.
V roce 1859 objevil Julius Plücker katodové záření vycházející z katody katodové trubice. Toto záření vytvářelo elektrický proud, pokud se tlak v uzavřené trubici snížil na hodnotu 1 Pa. Opačným směrem od anody putoval kanálový paprsek (historický termín pro kladně nabité ionty). V roce 1897 prováděl Thomson pokusy s katodovou trubicí, ve které částice emitované ze žhavicího vlákna procházely elektrickým a magnetickým polem a byly těmito poli vychylovány. Z výchylky určil, že částice dopadající na stínítko mají hmotnost asi 1000krát menší než atom vodíku. Z toho usoudil, že se jedná o částice vyskytující se uvnitř atomů, a nazval je korpuskule (tělíska). Později dali vědci přednost názvu elektron.
Thomson učinil tento objev přibližně ve stejné době, kdy Walter Kaufmann a Emil Wiechert objevili správný poměr hmotnosti k náboji těchto katodových paprsků (elektronů). Zkoumání katodového záření a experimenty s katodovou trubicí sehrály významnou úlohu také pro objev rentgenového záření, které vzniká při interakci katodového záření s hmotou.

### Izotopy

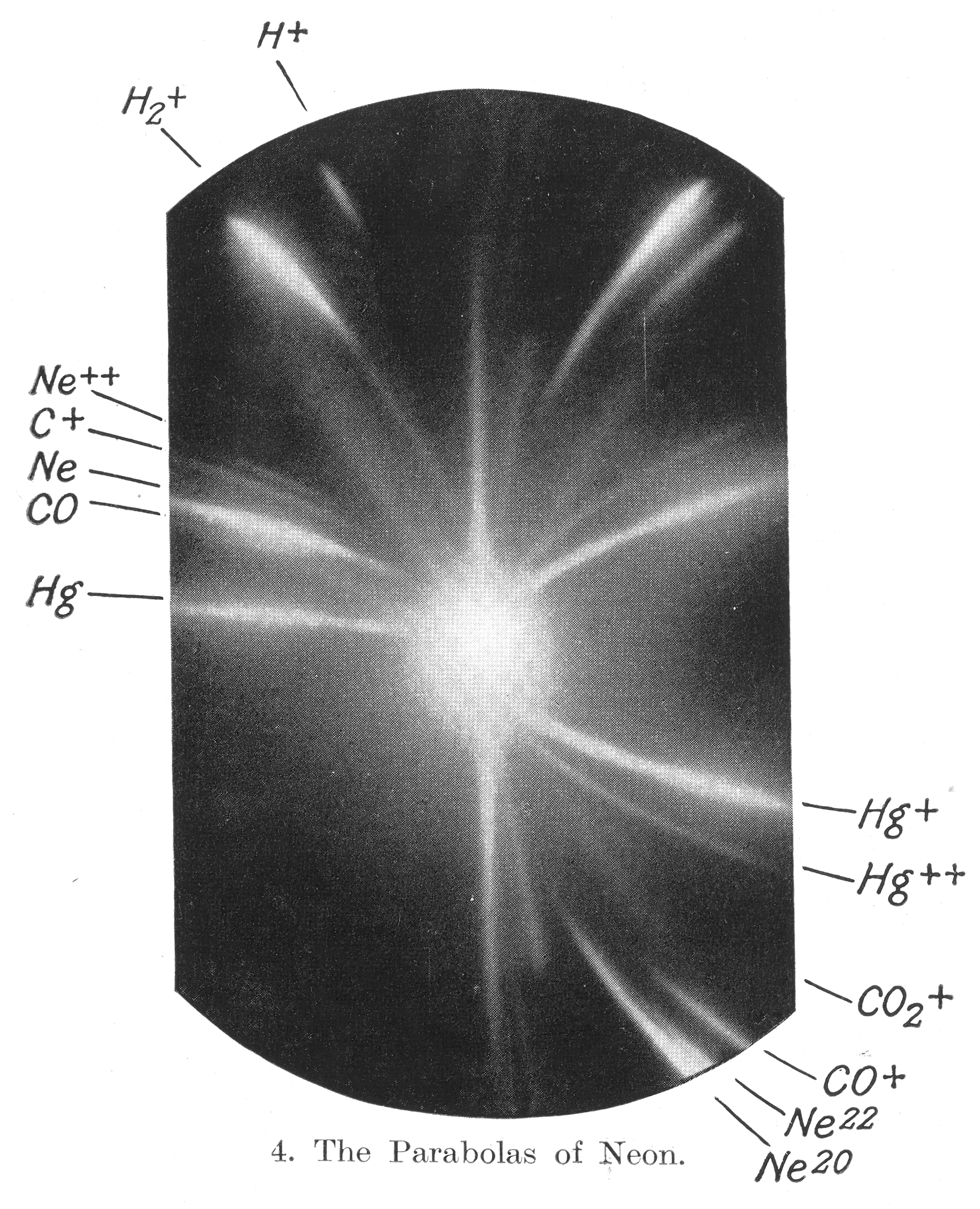
Objev izotopů neonu – v pravém rohu dole jsou na fotografické desce světelné skvrny pro dva izotopy neon-20 a neon-22

V roce 1912 Thomson a jeho výzkumný asistent F. W. Aston zkoumali složení proudů kladně nabitých částic (kanálové paprsky) v katodové trubici. Usměrnili proud neonových iontů magnetickým a elektrickým polem a změřili jeho vychýlení umístěním fotografické desky do jeho dráhy.  
Na fotografické desce mimo jiné pozorovali dvě světelné skvrny, které naznačovaly dvě různé paraboly vychýlení proudu neonových iontů. Dospěli k závěru, že neon je složen z atomů dvou různých atomových hmotností (neon-20 a neon-22), tedy ze dvou izotopů. Jednalo se o první důkaz izotopů stabilního prvku. Byl to také experimentální důkaz tvrzení Fredericka Soddy, který již dříve navrhl existenci izotopů, aby vysvětlil rozpad radioaktivních prvků.

### Hmotnostní spektrometrie
Thomsonova separace izotopů neonů podle jejich hmotnosti byla prvním příkladem hmotnostní spektrometrie, která byla následně vylepšena a rozvinuta do obecné metody F. W. Astonem a A. J. Dempsterem. Princip hmotnostní spektrometrie je založen na ionizaci chemických sloučenin, tvorbě nabitých molekul nebo fragmentů molekul a měření poměru jejich hmotnosti k náboji.

## Ocenění a vyznamenání

### Během života
- Adamsova cena (1882)
- Královská medaile (1894)
- Hughesova medaile (1902)
- Hodgkinsova medaile (1902)
- Nobelova cena za fyziku (1906)
- Medaile Elliotta Cressona (1910)
- Copleyho medaile (1914)
- Franklinova medaile (1922)

### Po smrti
- V roce 1991 byl na jeho počest navržen Thomson (symbol Th) jako jednotka pro měření poměru hmotnosti k náboji v hmotnostní spektrometrii.
- Je po něm pojmenována J. J. Thomson Avenue na pozemku University of Cambridge ve West Cambridge.
- Je po něm pojmenováno ocenění Thomson Medal Award, sponzorované Mezinárodní nadací pro hmotnostní spektrometrii.
- Je po něm pojmenována Medaile a cena Institutu fyziky Josepha Thomsona.